# Листок конюшини (транспортна розв'язка) в Україні
Листок конюшини — транспортна розв'язка у двох рівнях з чотирма напрямками, у якій для лівих поворотів використовуються петлеподібні з'їзди (тричетвертні кругові рампи). Тобто, замість повороту ліворуч на 90° авто здійснює поворот праворуч на 270°.
Розв'язка за стандартною схемою має один шляхопровід, чотири лівоповоротні рампи (3/4 кола) та чотири прямі правоповоротні рампи. Зазвичай, по мосту прокладають дорогу з меншою інтенсивністю руху.
В Україні у 2021 році налічувалося понад 50 подібних транспортних розв'язок.
Існуючі схеми «листка конюшини» в Україні
| Область/Місто     | Повний «листок конюшини»                               | Неповний «листок конюшини» (відсутній один або два елементи)   | Особливості схеми                                            |
| ----------------- | ------------------------------------------------------ | -------------------------------------------------------------- | ------------------------------------------------------------ |
| АР Крим           |                                                        | Перехрестя другої об'їзної та М18                              | Відсутня одна кругова рампа                                  |
| АР Крим           |                                                        | Перехрестя Н05 Р25                                             | Відсутня одна пряма рампа                                    |
| АР Крим           |                                                        | Перехрестя М15 та Е105                                         | Відсутні одна кругова та одна пряма рампи                    |
| АР Крим           | Перехрестя вул. Куйбишева та Е105                      |                                                                | Колекторні смуги на Е105                                     |
| Вінницька         | Об'їзна дорога на півночі міста                        |                                                                | Спільні проїзні частини для ліво- та правопоротних рамп      |
| Волинська         |                                                        |                                                                |                                                              |
| Дніпропетровська  |                                                        | Перехрестя М29 і М18                                           | Відсутні лівоповоротні рампи з М18                           |
| Дніпропетровська  |                                                        | Перехрестя E50 і E105                                          | Відсутня правоповоротна рампа                                |
| Дніпропетровська  |                                                        | Дніпро: перехрестя вул. Любарського і Слобожанського проспекту | «Міський» варіант схеми                                      |
| Дніпропетровська  |                                                        | Дніпро: перехрестя вул. Каштанова і Слобожанського проспекту   | «Міський» варіант схеми                                      |
| Дніпропетровська  |                                                        | Дніпро: перехрестя вул. Передова і Донецького шосе             | Відсутні рампи в одному квадранті                            |
| Донецька          | Об'їзна дорога на півдні міста                         |                                                                | Видовжені кругові рампи                                      |
| Донецька          |                                                        | Об'їзна дорога на сході міста                                  | Відсутня кругова рампа                                       |
| Донецька          | Об'їзна дорога на північному сході міста               |                                                                |                                                              |
| Житомирська       | Об'їзна дорога на сході міста                          |                                                                |                                                              |
| Житомирська       | Об'їзна дорога на півночі міста                        |                                                                |                                                              |
| Житомирська       |                                                        | Об'їзна дорога навколо Бердичева на сході міста                | Лише одна кругова рампа                                      |
| Закарпатська      |                                                        |                                                                |                                                              |
| Запорізька        |                                                        |                                                                |                                                              |
| Івано-Франківська |                                                        |                                                                |                                                              |
| Київ              | Проспект Миколи Бажана і Дніпровська набережна         |                                                                | Площі всередині кругових рамп використані для інфраструктури |
| Київ              | Проспект Миколи Бажана і вулиця Петра Григоренка       |                                                                | Площі всередині кругових рамп використані для інфраструктури |
| Київ              | Проспект Миколи Бажана і вулиця Ревуцького             |                                                                | Площі всередині кругових рамп використані для інфраструктури |
| Київ              | Броварський проспект і вулиця Братиславська            |                                                                | Спільні проїзні частини для ліво- та правопоротних рамп      |
| Київ              | Е95 і вулиця Гоголівська                               |                                                                |                                                              |
| Київ              | Проспект Степана Бандери і Проспект Героїв Сталінграда |                                                                |                                                              |
| Київ              | Велика Окружна і Проспект Перемоги                     |                                                                |                                                              |
| Київська          | Перетин Е91 і Р32 поблизу Білої Церкви                 |                                                                | Спільні проїзні частини для ліво- та правопоротних рамп      |
| Київська          |                                                        | М03 поблизу Борисполя                                          | Відсутні дві кругові рампи                                   |
| Київська          |                                                        | Перетин М05 і Р04                                              | Відсутні дві кругові рампи. Схема близька до Паркло-А.       |
| Київська          | Перетин Е95 і Р32                                      |                                                                | Сильно деформовані кругові рампи.                            |
| Кіровоградська    |                                                        | Перехрестя М05 і Р06                                           | Відсутня одна кругова рампа                                  |
| Луганська         | Перехрестя E40 і М04                                   |                                                                |                                                              |
| Луганська         | Перехрестя Е40 і Н21                                   |                                                                |                                                              |
| Луганська         | Перехрестя Е40 і Т1301                                 |                                                                |                                                              |
| Луганська         | Перехрестя Е40 і Е40                                   |                                                                |                                                              |
| Львівська         | Перехрестя E40 і вулиці Стрийська                      |                                                                |                                                              |
| Львівська         |                                                        | Перехрестя вулиць Кільцева і Зелена                            | Відсутня одна кругова рампа                                  |
| Львівська         |                                                        | Перехрестя вулиць Кільцева (Львів) і Галицька (Винники)        | Відсутня одна кругова рампа                                  |
| Миколаївська      | Перехрестя Р06 і Р13                                   |                                                                |                                                              |
| Миколаївська      | Перехрестя E95 і Р75                                   |                                                                |                                                              |
| Одеська           | Перехрестя Е95 і Е584                                  |                                                                |                                                              |
| Полтавська        | Перехрестя М-22 та Н-31                                |                                                                | У стадії будівництва                                         |
| Рівненська        | Перехрестя Р05 і Е40                                   |                                                                | Одна турбіна замість кругової рампи                          |
| Севастополь       |                                                        |                                                                |                                                              |
| Сумська           |                                                        |                                                                |                                                              |
| Тернопільська     | Перехрестя об'їзної та Е50                             |                                                                |                                                              |
| Тернопільська     | Перехрестя об'їзної та Е85                             |                                                                |                                                              |
| Харківська        | Перехрестя Е105 і М03                                  |                                                                |                                                              |
| Харківська        | Перехрестя Е105 і вул. Клочківська                     |                                                                |                                                              |
| Харківська        | Перехрестя Е40 і Московський проспект                  |                                                                |                                                              |
| Харківська        | Перехрестя Е105 і Білгородське Шосе                    |                                                                |                                                              |
| Харківська        |                                                        | Перехрестя М29 і М18                                           | Відсутні дві прямі рампи                                     |
| Херсонська        | Перехрестя Е97 і Е58                                   |                                                                | Дві прямі рампи винесені за межі розв'язки                   |
| Хмельницька       |                                                        |                                                                |                                                              |
| Черкаська         | Перехрестя Е50 і Е95                                   |                                                                |                                                              |
| Черкаська         | Перехрестя М05 і Т2405                                 |                                                                | Прямі й кругові рампи на спільному земляному полотні.        |
| Чернівецька       |                                                        |                                                                |                                                              |
| Чернігівська      | Перехрестя E95 і Р56                                   |                                                                |                                                              |